# Getfotsipomea
Getfotsipomea (Ipomoea pes-caprae) är en art i familjen vindeväxter. Arten är pantropisk och växer mestadels på sandiga stränder.
Ibland särskiljs två underarter baserat på hur djupt flikiga bladen är - subsp. pes-caprae och subsp. brasiliensis. Flikigheten är dock högst varierande och de flesta floror erkänner inte underarter av getforsipomean.

## Synonymer
- Ipomoea pes-caprae (L.) R.Br.
- Batatas maritima (Desr.) Bojer
- Bonanox orbiculata Raf.
- Convolvulus bilobatus Roxb.
- Convolvulus brasiliensis L.
- Convolvulus maritimus Desr. nom. illeg. non Lam.
- Convolvulus pes-caprae L.
- Ipomoea biloba Forssk.
- Ipomoea bilobata (Roxb.) G.Don
- Ipomoea brasiliensis (L.) G.Mey.
- Ipomoea brasiliensis (L.) Sweet
- Ipomoea maritima (Desr.) R.Br.
- Ipomoea orbicularis Elliott
- Ipomoea pes-caprae (L.) Sweet
- Ipomoea pes-caprae f. albiflora B.C.Stone
- Ipomoea pes-caprae f. albiflora Domin
- Ipomoea pes-caprae subsp. brasiliensis (L.) Ooststr.
- Ipomoea pes-caprae var. arenaria Damm.
- Ipomoea pes-caprae var. emarginata Hallier f.
- Ipomoea pes-caprae var. heterosepala Chodat & Hassl.
- Ipomoea pes-caprae var. perunkulamensis P.Umam. & P.Daniel
- Latrienda brasiliensis (L.) Raf.
- Plesiagopus brasiliensis Raf.
- Plesiagopus maritima (Desr.) Raf.
- Plesiagopus rotundifolia Raf.
- Plesiagopus sovana Raf.